# ك. دبليو. تومسون
ك. دبليو. تومسون (بالإنجليزية: C.W. Thompson)‏ هو فلاح وشخصية أعمال وسياسي أمريكي، ولد في 9 نوفمبر 1890 في الولايات المتحدة، وتوفي في 30 مايو 1951. حزبياً، نشط في الحزب الديمقراطي. وقد انتخب عضو مجلس نواب لويزيانا.